# Tretogonia dentalis
Tretogonia dentalis är en insektsart som beskrevs av Emmrich 1988. Tretogonia dentalis ingår i släktet Tretogonia och familjen dvärgstritar.
Artens utbredningsområde är Paraguay. Inga underarter finns listade i Catalogue of Life.